# 九澳聖母村

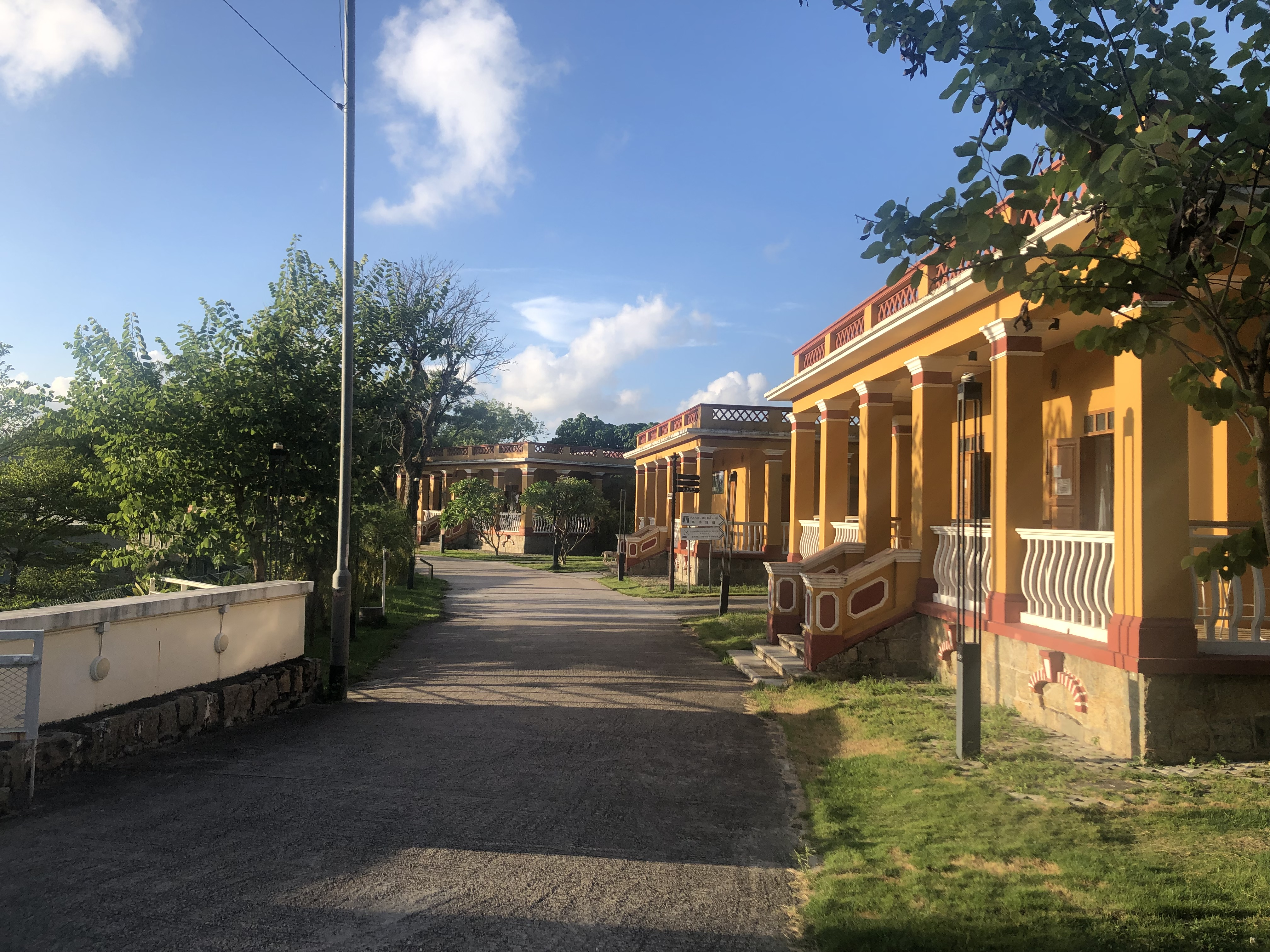
修復完畢的九澳聖母村

九澳聖母村（葡萄牙語：Vila de Nossa Senhora），位於澳門路環九澳村旁，先於1885年建立，由原九澳痲瘋院舍、七苦聖母小堂及其他附屬構築物組成，是澳門僅存的、最後一所關閉的痲瘋病院遺址。來自意大利的慈幼會神父胡子義神父（Fr. Caetano Nicosia）於1963年起到村內為痲瘋病人服務，因此於1964年將原九澳痳瘋院更為現名，寓意聖母瑪利亞的助佑，聖母村是個大家庭，院友互稱兄弟姊妹，友助互愛，共同建設家園。1980年代，隨著醫學進步，痳瘋病成為可治之症導致患者減少，癒後多名病人繼續留在村內直至離世。1992年，社會工作局將聖母村內的女病患宿舍改建為九澳老人院收容已痊癒的長者，九澳聖母村結束其醫療照料任務。由於村內沒人居住，導致建築物空置並出現失修情況；直至2013年，文化局接手復修，其後2021年底將原痲瘋病院舍、康樂室舊址及七苦聖母小堂被評定為文物。

## 歷史

### 痲瘋村時期
1568年，來自葡萄牙的耶穌會會士賈尼路來到澳門，於瘋堂斜巷內創立中國首間痲瘋病院兼傳染病醫院，其後因城市發展及自然災害，於1885年遷往路環九澳。原本只有一兩間簡陋的磚屋，1930年代重建並擴充成五間住屋及七苦聖母小堂，其後亦按實際需要增建了一些建築。

### 胡子義神父與聖母村
1963年8月，意大利籍的慈幼會會士胡子義神父到村內服務。1966年，興建七苦聖母教堂，原小堂就改作康樂室之用。服務期間與院友共同議決將痲瘋院更名為“聖母村”，寓意聖母瑪利亞的助佑。隨著醫療技術進步，而社會工作局於1992年將女病患宿舍改建為九澳老人院收容已痊癒的長者，九澳聖母村結束了其醫療照料任務。
胡子義神父（Gaetano Nicosia）其生前父親在第一次世界大戰戰死沙場，8歲時因閱讀慈幼會出版的傳教刊物，見到一張南美洲麻瘋病人的相片決意成為傳教士，並照顧麻瘋病人。20歲時被指派到中國傳教，曾在韶關工作，其後於1949年因新中國成立解放，所有傳教士被要求離開。
1963年8月12日，胡子義神父抵達路環九澳的麻瘋村，經過三天的預備，在8月15日（全球天主教徒慶祝聖母升天瞻禮）正式開始服務麻瘋病人。他帶來發電機亦為鄰近的九澳村提供電力，在抵達和離開聖母村前，全村的兄弟姊妹接受信奉天主教，而政府也會為聖母村內的村民和家庭提供津貼、醫療服務。為回應和報答社會，胡子義神父在1968年於九澳開設一所托兒所，就是現今的九澳聖若瑟學校。其後在1977年在聖母村旁興建一座三層樓宇的聖路濟亞中心，為弱智、肢體傷殘及精神病患者提供院舍服務。1985年開辦雷鳴道主教紀念學校，為一些不少成績或操行未能達標並缺乏照顧的男青年接受教育。
胡子義神父在退休後一直關注澳門弱勢人士的狀況，之後被安排到香港接受終老。澳門特別行政區政府隨後為了表彰胡神父的傑出貢獻，在2009年向他頒發仁愛功績勳章。2017年11月6日，鮑思高慈幼會發出訃聞：「我們敬愛的胡子義神父於當天下午17:15於香港仔黃竹坑聖瑪利安老院病逝，享耆壽102歲；離世時有會長斐林豐神父及幾位會士兄弟在旁；請各位慈幼家庭成員為胡神父靈魂安息祈禱。有關胡神父的殯葬安排，容後公佈。」。胡子義神父靈柩已下葬於舊西洋墳場。

### 失修到保育工作
修復活化前，建築因空置失修多年，五間小屋及康樂室舊址建築均出現了不同程度的破損老化。
2013年7月16日，土地工務運輸局及文化局向傳媒分別證實計劃現時鄰近聖母村的五間小屋，對小屋持續進行修復研究，以及有序的開展修復工程，但損壞嚴重、不具有修復條件的構件則拆除及按原樣重做。文化局表示多間小屋經歷長期的風雨洗禮，建築物已經呈現不同程度的損壞，包括牆身批盪剝落、屋面結構及橫樑開裂，鋼筋外露鏽蝕嚴重，有潛在安全隱患。為此文化局對這一列小屋進行專業檢查、檢測和評估。現時已展開其中一間屋的修復工程，修復工程以保護原有外觀、維持原真性為原則，但損壞嚴重、不具有修復條件的構件則拆除及按原樣重做，例如屋面樓板，至於其他可以留用的構件則進行全面加固和修復的工作。同時會加強整體安全性及使用性，例如牆身加固和防水處理等。

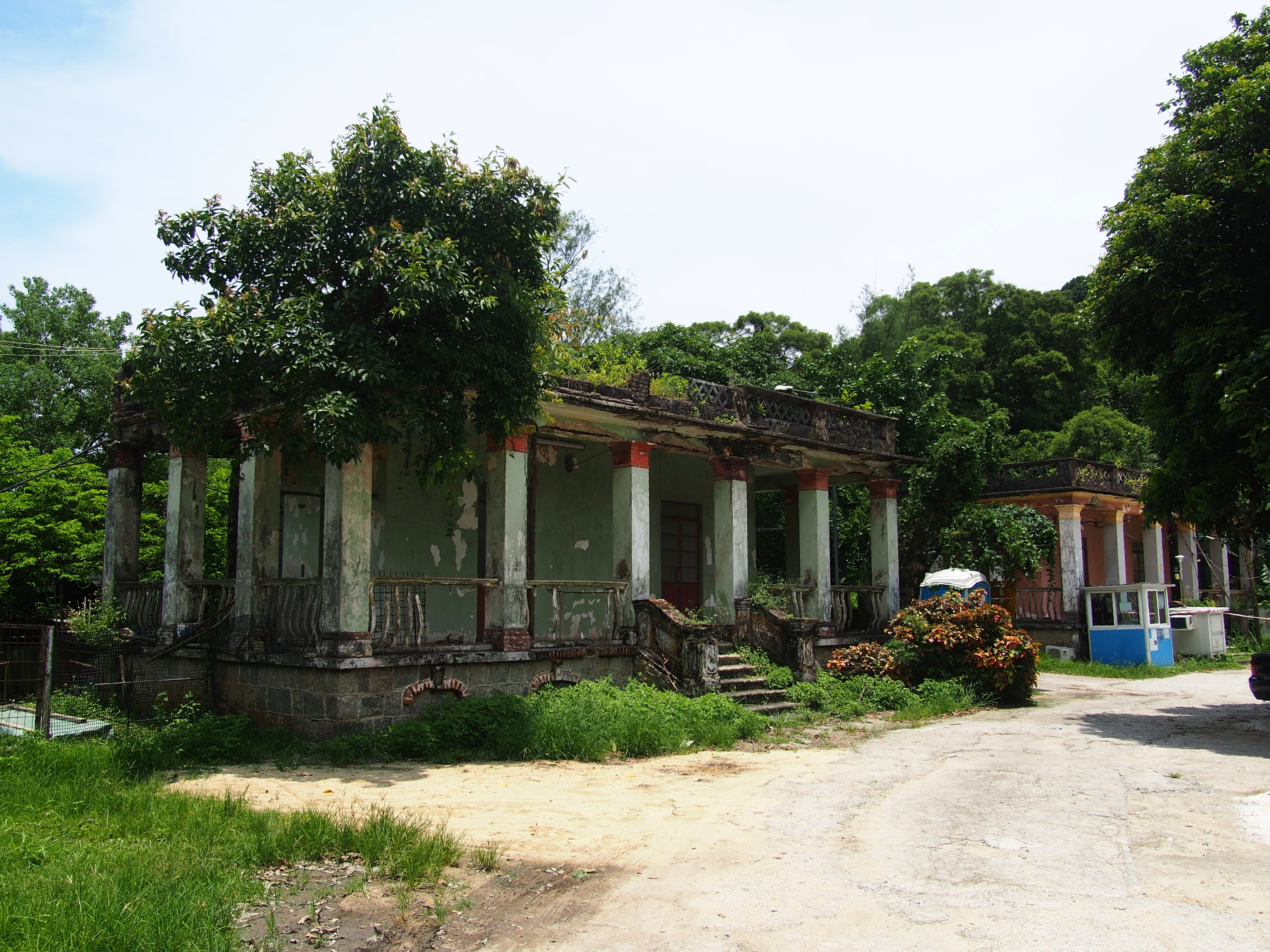
日久失修、廢棄但已開啟修復程序的聖母村院舍小屋

2016年，九澳聖母村修復工作已啟動，但只有1間小屋的外牆完成修補。6月17日，時任社會文化司司長譚俊榮指修復進度緩慢是由於文化局經費有限，當局同時要承擔大量文化領域工作，未來將投入更多資源加快修復特色建築。譚俊榮於同日參觀聖母村期間認為外形獨特的七苦聖母小堂和鄰近的6間別緻小屋，與九澳村、三聖廟、觀音廟，構成了中西文化共融的縮影，風景十分宜人。他表示，文化局之前礙於經費有限，亦有負責不同文化領域工作，故目前僅修復了1間小屋的外墻，稱將會向文化局撥付更多資源，以盡快修復該區建築。他又強調將九澳村、聖母村片區透過打造旅遊休閒項目予以活化利用，發揮文化局、旅遊局等部門的協同效應，並平衡九澳村民及其他持份者的訴求，最終的目標是保育古村落，計劃將九澳的保育活化工作納入社會文化司範疇2017年的施政方針。同年9月下旬，文化局表示計劃年內完成村內第二幢建築物修復工作，並預料在2017年可以完成片區內其餘四幢建築物的修復。
2016年9月20日，對於政府計劃打造九澳古村遊，其中計劃在2017年開展聖母村片區的配套研究。首要工作是完成村內六幢葡式建築物的修復工作，文化局表示村內小屋出現鋼筋外露、石屎爆裂等，修復和加固預料明年完成，每幢建築物的修復費用需逾百萬元。旅遊局計劃與人類公共衛生歷史、宗教慈善事業結合，對聖母村進行修復參考世界各地的例子將其申報為世界文化遺產。
2018年6月20日，時任社會文化司司長譚俊榮實地了解原痲瘋病院五間小屋的修復工作情況。文化局表示自2013年起，持續對當中五間小屋的建築結構、牆體和門窗進行修復。過程中，文化局以修舊如舊的修復方式，保留原有建築牆身、門洞和走廊，其餘部分以原樣式復原，目前五間小屋均已完成修復；而活動中心（原教堂）的修復工作，文化局將於短期內有序開展。譚俊榮表示，雖然該五間小屋及教堂未被評定為文物，但特區政府重視其活化利用，計劃配合九澳聖母村原有的人文歷史及藝術氛圍，把該區打造成為青少年藝術教育培訓基地，並開放予市民及旅客遊覽；而活動中心（原教堂）將規劃成聖母村及教會在該處社會福利服務的歷史展示空間。
2020年12月12日，有社會人士在全澳第3批不動產評定第2場公眾諮詢會上關注活化工作，意到當局五間小屋周邊的道路用「修舊補新」的方法鋪水泥，文化局副局長梁惠敏回應時表示，九澳聖母村五間小屋的其中兩間將會投入使用，交由社會工作局活化，將會用作手工藝品展示以及簡便餐飲設施。至於鋪水泥路不符合原建築風格的問題，梁惠敏表示，對聖母村進行修復之前，周邊環境比較惡劣，亦有好多廢置車輛及爛泥路等等，每次經過都會沙塵滾滾，於是在好早之前就已經鋪好了這條道路。當局現時集中修復建築物以及完善周邊配套，至於道路的問題，會先收集意見，希望完成整個活化工作之後，再檢討道路有否改善空間。
2021年6月，聖母村修復工程即將完成。但聖母村內多幢平房的新顏色與過往不符，聖像也似有缺損。文化局表示，幾幢平房自建成以來，曾使用過不同漆料粉刷翻新，之後又因掉漆老化形成所致。在修復前已考究建築底層最早期的漆料，並以此作為修復的依據。至於聖像方面，局方過去主要對建築物及戶外場地進行修復活化，至當時為止暫未有對區內原有的聖像進行過修復或翻新。文化局在修復前已考究建築底層最早期的漆料，並以此作為修復的依據。該處長梯的石柱在本局進行修復前已破損，對該處進行了初步的修補並加設安全扶手，未來會作進一步修復及空間優化。
2021年11月6日，文化局對聖母村活化和修復舉行開幕展覽「盼望之地─澳門痳瘋病院舍歷史檔案展」、專題講座向市民推介有關澳門痳瘋病院舍的歷史與文化。而位於村內的咖啡廳於同日開業，由康復人士營運。

### 《第三批不動產的評定》
2020年11月25日，文化局對第三批共12個不動產項目啟動評定程序展開為期60日公眾咨詢，其中包括九澳聖母村（原痲瘋院舍及康樂室舊址；七苦聖母小堂）。
2021年10月21日，澳門特別行政區行政會完成討論《第三批不動產的評定》行政法規草案。評定程序完成後，特區政府制定此行政法規，對本澳十二個不動產項目作出評定，其中七項定為紀念物，四項定為具建築藝術價值的樓宇，一項定為建築群類別。其中位於路環九澳聖母馬路239號九澳聖母村（七苦聖母小堂）列為具建築藝術價值的樓宇。此外，九澳聖母村原痲瘋院舍及康樂室舊址被評定為建築群類別，並為其設置一緩衝區。
2021年10月25日，《第三批不動產的評定》正式公佈，九澳聖母村（原痲瘋院舍及康樂室舊址）設有緩衝區，九澳聖母村（七苦聖母小堂）為具建築藝術價值的樓宇。

## 建築

### 麻瘋病院院舍
1929年，澳葡政府對院舍建築進行重建，其後於1930年建成。建築設計由具折衷主義建築風格的5間單幢平房及小禮拜堂組成，沿着海岸線呈弧狀分佈。當時每幢平房內設廁所和小廚房，安裝有自來水和排水系統，並設有碼頭作為對外的交通聯繫。在上世紀60年代，院舍內的禮拜堂及祈禱室因七苦聖母小堂建成，設施改為康樂室用途。現今其中一間院舍內的建築變成由澳門戒毒復康協會營運的咖啡室，並不定期舉行藝術展覽。
2019年，村內四間小屋完成修復工作並局部開放使用，當中四間由社會工作局與民間機構合作，推行名為『握緊希望』職訓實習計劃，包括導賞、銷售、維修，營銷和管理的職業培訓，實踐項目已包括咖啡廊、民藝廊，及休閒和親子活動空間，提供導賞，展覽和簡單的餐飲服務等。
『盼望之地──澳門痳瘋病院舍歷史檔案展』，展出澳門檔案館近百份館藏及相關資料，以痳瘋醫療設施的發展過程為主線，勾劃澳門痳瘋醫療的歷史脈絡，為日後研究澳門痳瘋病醫療史及發展提供了重要線索，同時也見證澳門社會在痳瘋病救濟事業方面的開拓性，以及人道主義在澳門的傳播。設於九澳聖母村內的部分為常設展覽，逢星期三暫停開放。

### 七苦聖母小堂

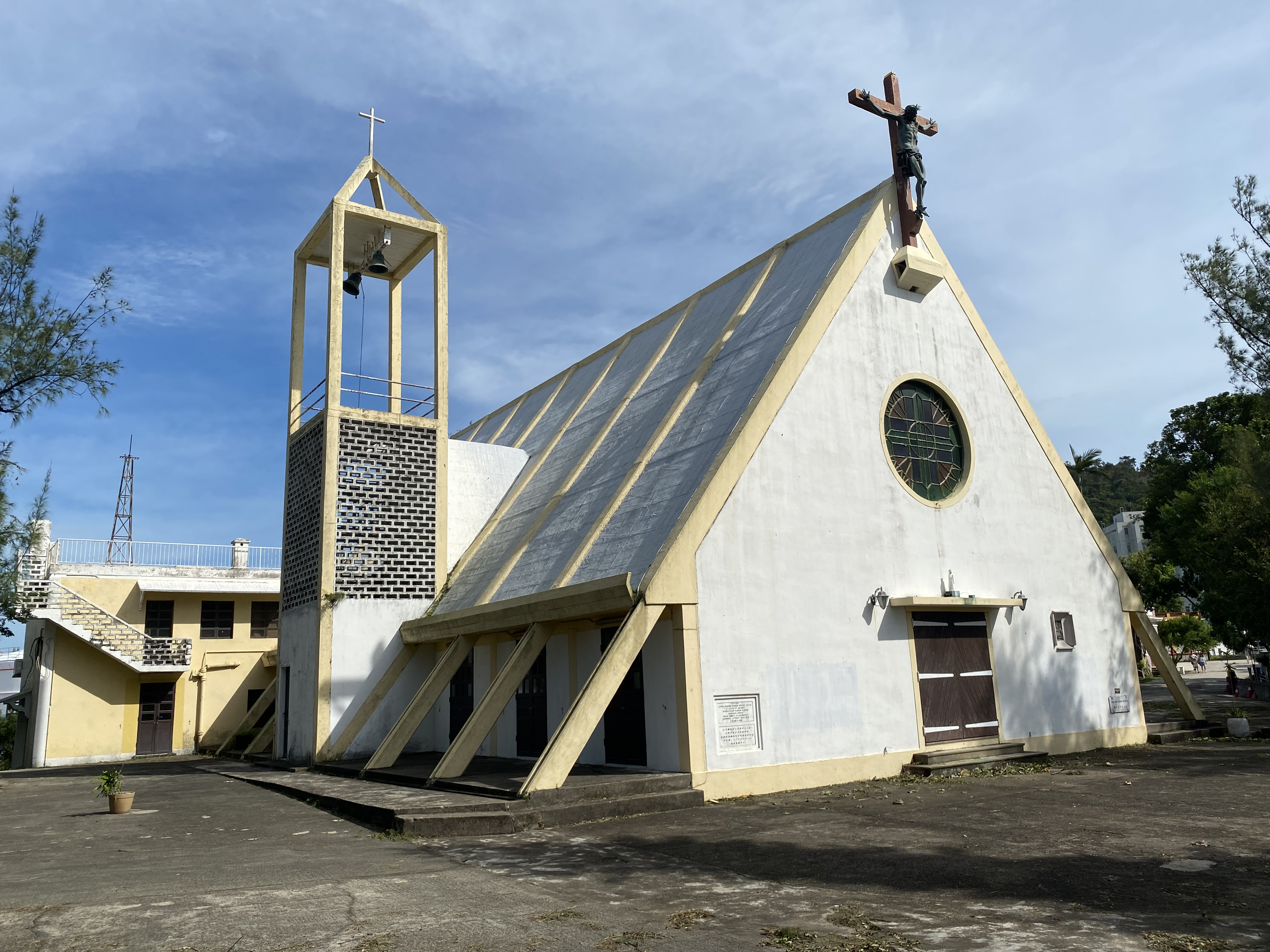
七苦聖母小堂

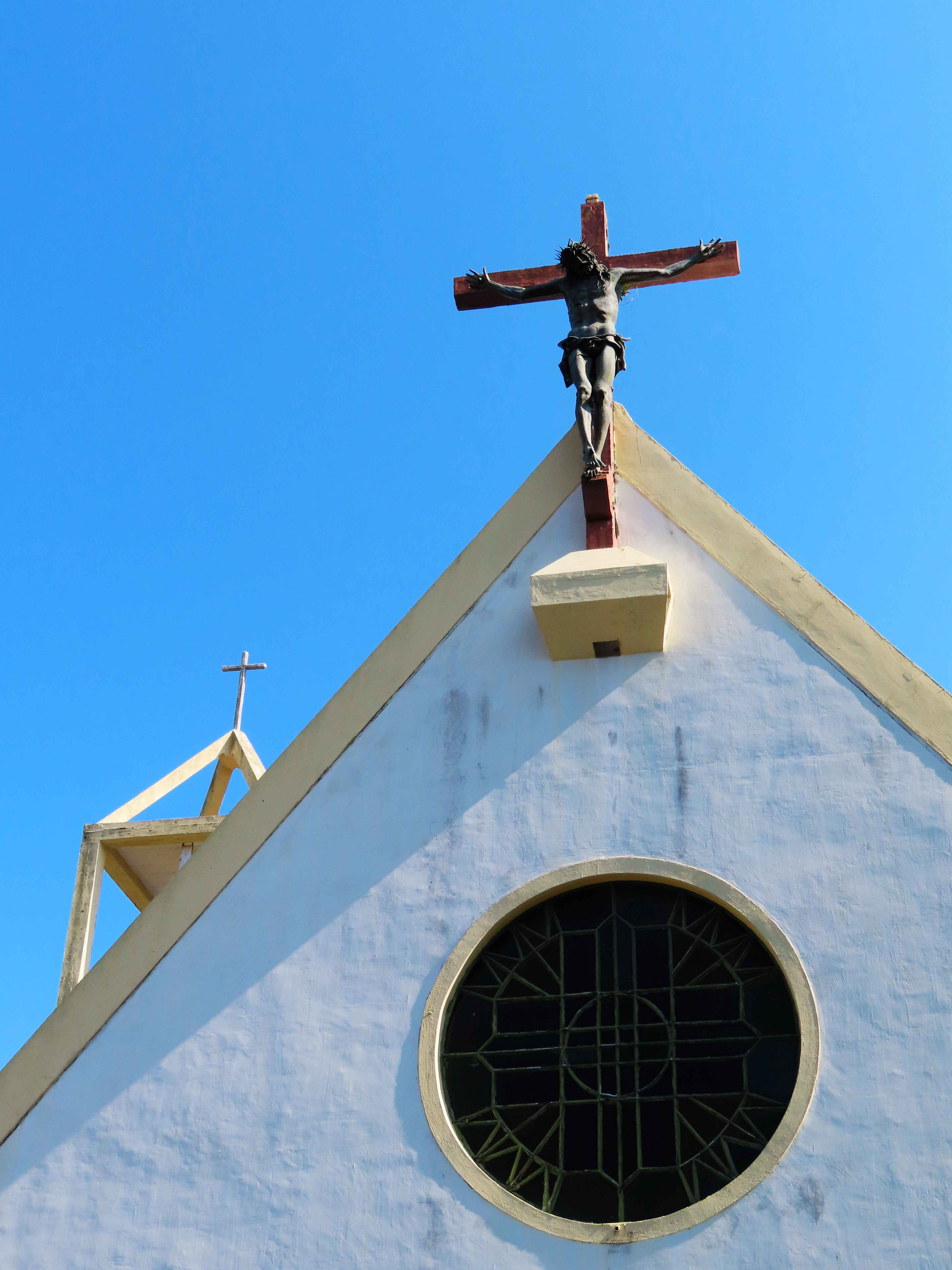
十字架

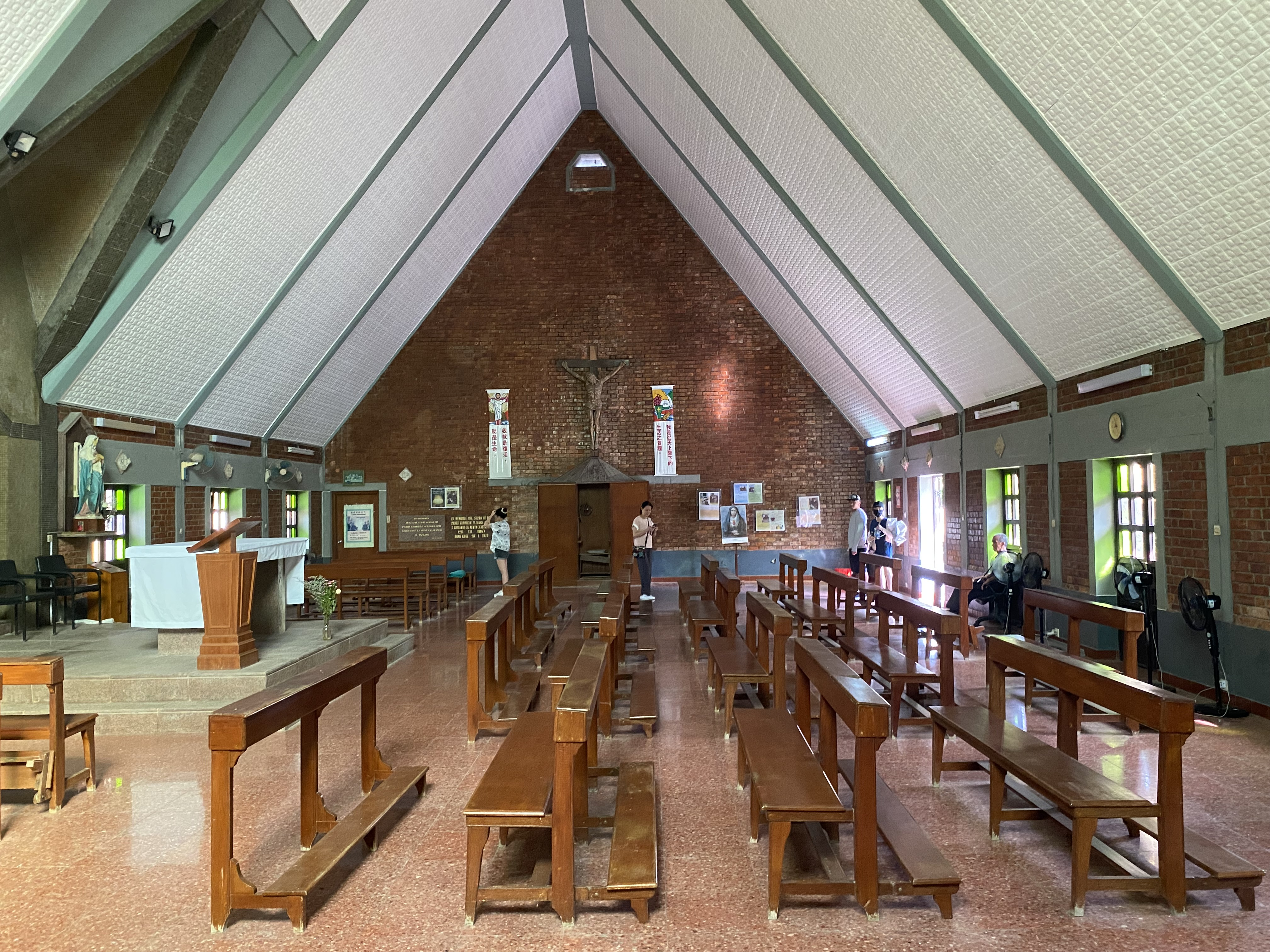
九澳七苦聖母小堂內貌

1966年，羅馬天主教會就以教宗的名義，向胡子義神父（Gaetano Nicosia）捐出當時的一萬元美金，資助興建聖堂（即現時的九澳七苦聖母小堂）。教堂建築由意大利雕塑工藝世家夏剛志（Oseo Acconci）負責建造。
聖堂以及聖堂外的大十字架，都分別由當時一位意大利藉的建築師及一位米蘭的藝術家所設計，處處顯出令人寧靜、平安的心思。而胡神父由修築水池、置發電機等，凡事都親力親為參與建設。教堂最初設立時，全村沒有一個信徒，但直至胡神父離開時，全村所有人都經已領洗，部分人後來離世，亦有部分人康復後離開了聖母村。教堂屋頂的8組斜樑將整個教堂劃分為7個部份，與「七苦」（即聖母一生經歷的七件痛苦的事：預言之苦、利劍錐心、舉家逃亡、幼子失散、耶穌受難、懷抱耶穌、埋葬耶穌）的數字相配。

## 影響
2020年起，受COVID-19全球疫情影響，澳門居民受到出入境限制難以外遊，而旅客因出入境防疫限制無法來澳，聖母村成為熱門“打卡”點。因此在2021年和2022年澳人食住遊舉行期間，旅遊局安排部分本地遊行程加入參觀九澳聖母村。其中2022年初90%的路線當中包含九澳聖母村。

## 交通配套

### 初期
九澳的痲瘋院初建於1885年。當時路環的環山公路還沒有開通，荒山野嶺，交通極為不便。從澳門半島前去，先要坐小輪到路環靠近市區的碼頭，再乘搭小舢舨，到九澳山下的石灘登岸。該地點現時仍然保留着一條從昔日灘岸到建築群的石梯級。

### 巴士
C658 九澳七苦聖母小堂（Igreja de Nossa Senhora das Dores (Ká-Hó)）
路線：15S1、21A

## 外部連結
- 被評定的不動產 (文物建築) - CC002-九澳聖母村（原痲瘋院舍及康樂室舊址） （页面存档备份，存于）
- 被評定的不動產 (文物建築) AC002-九澳聖母村（七苦聖母小堂） （页面存档备份，存于）